# Union des forces du changement (Guinée)
Pour les articles homonymes, voir Union des Forces du Changement.
L'Union des Forces du Changement (UFC) est un parti politique guinéen.
Présidé par Aboubacar Sylla, ancien Ministre d'État, ministre des Transports.

## Historique
Le 25 janvier 2025, Aboubacar Sylla a été réélu à la présidence du parti lors du congrès,..